# Lupión
Lupión – gmina w Hiszpanii, w prowincji Jaén, w Andaluzji, o powierzchni 24,33 km². W 2011 roku gmina liczyła 960 mieszkańców.